# Great Bible

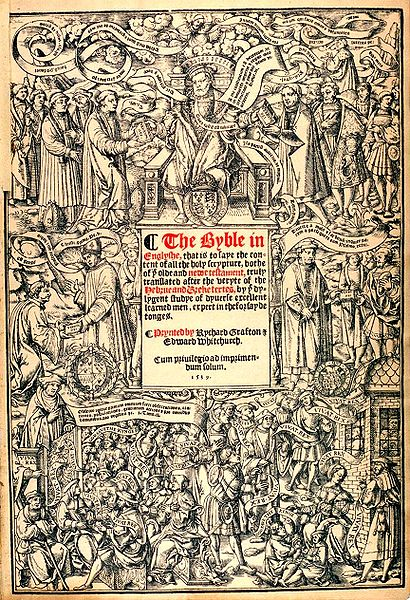
Portada de la Great Bible (1539).

La Great Bible (en català: Gran Bíblia) és la primera edició autoritzada de la Bíblia en anglès. Autoritzada pel rei Enric VIII d'Anglaterra per a ser recitada en els oficis religiosos de l'Església d'Anglaterra, va ser elaborada per Myles Coverdale per encàrrec de Thomas Cromwell, secretari d'Estat d'Enric VIII i Vicari General. En 1538, Cromwell va ordenar al clergat que proporcionessin «un llibre de la bíblia voluminós en anglès, i que el posaren a algun lloc convenient dins de l'església a la seva cura, perquè els seus parroquians puguin recórrer a ell més còmodament i llegir-lo».
La Great Bible inclou gran part de la Bíblia Tyndale, amb els aspectes objectables revisats. Com la Bíblia Tyndale estava incompleta, Coverdale va traduir els llibres restants, l'Antic Testament i els apòcrifs, a partir de la Vulgata en llatí i de les traduccions a l'alemany, en lloc de treballar a partir dels textos originals en grec, hebreu i arameu. Si bé se li deia Great Bible (Gran Bíblia) per la seva mida, se la coneix també per alguns altres noms: la Bíblia de Cromwell, ja que va ser Thomas Cromwell el que va ordenar la seva publicació; la Bíblia de Whitchurch, en referència al seu primer impressor anglès; i la Bíblia Encadenada, ja que estava lligada amb una cadena per a evitar que se la dugueren de l'església. També ha estat anomenada la Bíblia de Cranmer, encara que amb menor exactitud, ja que Thomas Cranmer no va ser el responsable de la traducció i el seu pròleg va aparèixer per primera vegada en la segona edició.